# Élection présidentielle portugaise de 2016
L’élection présidentielle portugaise de 2016 se tient le 24 janvier 2016 pour élire au suffrage universel direct le président de la République portugaise pour un mandat de cinq ans. Le chef de l'État sortant, le social-démocrate Aníbal Cavaco Silva, ne peut concourir à cette élection puisque achevant son second quinquennat. 
À l'issue du tour, le social-démocrate Marcelo Rebelo de Sousa est élu dès le premier tour avec 51,99 % des voix. Son mandat a commencé le 9 mars 2016.

## Contexte

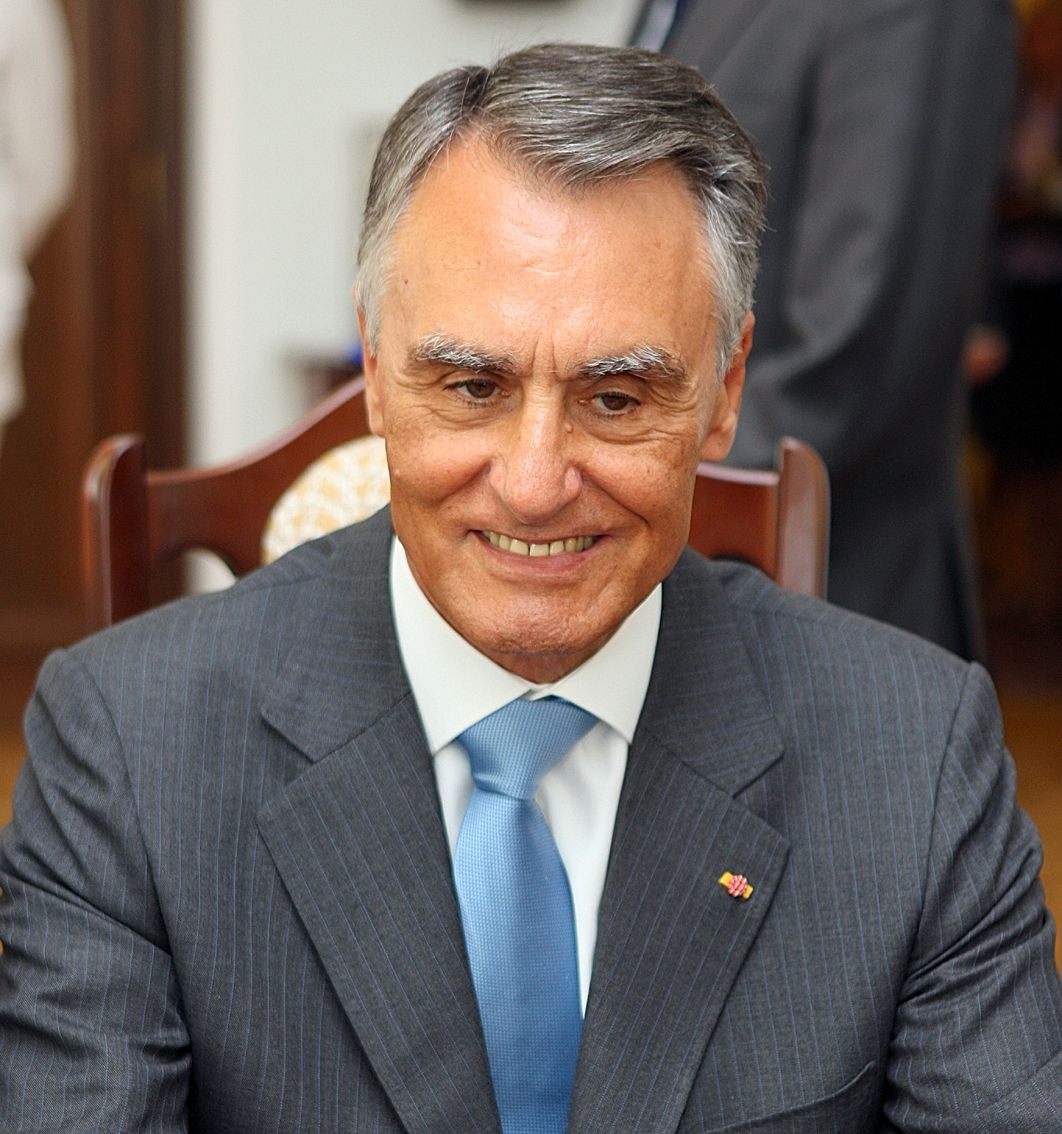
Le président sortant, Aníbal Cavaco Silva.

Le 21 janvier 2006, l'ancien Premier ministre social-démocrate Aníbal Cavaco Silva, qui a dirigé trois gouvernements constitutionnels entre 1985 et 1995 (soit le mandat le plus long pour un chef de gouvernement portugais), est élu de justesse président de la République portugaise à l'issue du premier tour de scrutin, avec 50,6 % des voix. Son élection, la première à la présidence d'un candidat conservateur depuis la révolution des Œillets, devait inaugurer une « cohabitation » avec le gouvernement socialiste dirigé par José Sócrates, avec lequel les rapports seront tendus. La victoire du Parti socialiste (PS) aux élections législatives du 27 septembre 2009 n'entamera pas la popularité du chef de l'État qui annonce, à la fin de l'année 2010, sa candidature pour un second mandat.
Le 23 janvier 2011, Cavaco Silva est aisément réélu avec 53,1 % des voix à l'issue du premier tour, au détriment de son concurrent socialiste, le poète Manuel Alegre, ; néanmoins, plus d'un électeur sur deux ne s'est pas rendu aux urnes, puisque le taux d'abstention pour cette élection présidentielle est estimé à 53,4 % des inscrits. Ayant promis d'exercer « une magistrature active » pour « défendre les intérêts du Portugal », le chef de l'État est directement intervenu, les semaines suivantes, pour conjurer la crise économique et politique impliquant le pays. Après la mise en échec du gouvernement Sócrates, Cavaco Silva devait dissoudre l'Assemblée de la République et convoquer des élections anticipées, largement remportées par le Parti social-démocrate (PPD/PSD), emmené par Pedro Passos Coelho, et son allié, le Parti populaire, dirigé par Paulo Portas.
Âgé de 76 ans, Aníbal Cavaco Silva aura été élu deux fois de suite à la présidence de la République portugaise. Conformément à l'article 123 de la Constitution du Portugal relative à la « rééligibilité » du chef de l'État, il ne pourra pas solliciter un troisième mandat présidentiel de cinq ans. Les citoyens portugais âgés d'au moins dix-huit ans vont devoir élire le vingtième président de la République portugaise et le septième président depuis la révolution des Œillets.
Cette élection présidentielle se tient trois mois après les élections législatives du 4 octobre 2015. Bien que l'alliance de centre droit Portugal à Frente menée par le Premier ministre sortant Pedro Passos Coelho soit arrivée en tête, celui-ci, malgré le soutien du président de la République, a été renversé à l'Assemblée nouvellement élue par une coalition de gauche inédite, le PS étant allié à deux formations de gauche radicale, le Bloc de gauche (BE) et la Coalition démocratique unitaire (CDU). Aníbal Cavaco Silva, qui s'est dit défavorable à la constitution d'un gouvernement soutenu par une telle majorité hétéroclite, s'est finalement résolu à nommer le socialiste António Costa comme Premier ministre.

## Modalités
Le président de la République portugaise est élu pour un mandat de cinq ans, au suffrage universel direct. Tout candidat doit disposer d'au moins sept mille cinq cents et d'au plus quinze mille parrainages de citoyens inscrits sur les listes électorales, dont la validité est contrôlée par le Tribunal constitutionnel, et soumettre sa candidature au plus tard un mois avant la tenue du premier tour.
Si, le jour du scrutin, aucun candidat n'obtient la majorité absolue des suffrages exprimés, un second tour est organisé deux semaines plus tard, entre les deux candidats ayant obtenu le plus grand nombre de votes. Celui qui arrive en tête est déclaré élu. Depuis la révolution des Œillets, en 1974, seule l'élection de 1986 s'est jouée au second tour, entre le socialiste Mário Soares, qui l'a finalement emporté, et le chrétien-démocrate Diogo Freitas do Amaral.
S'agissant de cette élection présidentielle, le premier tour est convoqué le 24 janvier 2016. Un second tour, s'il devait être nécessaire, opposerait les deux candidats arrivés en tête à l'issue du premier tour trois semaines plus tard, le 14 février 2016.
Un peu plus de neuf millions d'électeurs pourront élire le président de la République au cours de ce scrutin.

## Candidats

### Candidatures déclarées
Au 24 janvier 2016, jour du premier tour de l'élection présidentielle, dix candidats sont parvenus à satisfaire les conditions pour se présenter à la succession d'Aníbal Cavaco Silva. C'est le nombre de candidats le plus élevé à une élection présidentielle depuis la Révolution des Œillets en 1974.
Favori des sondages et des enquêtes d'opinion,, Marcelo Rebelo de Sousa, 67 ans, est soutenu par le Parti social-démocrate (PPD/PSD), le Parti populaire (CDS-PP) et le Parti populaire monarchiste (PPM). Ancien dirigeant du PPD/PSD, il se revendique pourtant comme un « candidat indépendant ».
Ancienne ministre de la Santé et présidente du groupe PS à l'Assemblée de la République, Maria de Belém Roseira, 66 ans, n'est cependant pas officiellement soutenue par le Parti socialiste (PS). Se présentant comme une candidate indépendante de centre-gauche, elle a publiquement désapprouvé le gouvernement socialiste d'António Costa soutenu par la gauche radicale à l'Assemblée.
Autre candidat indépendant de centre gauche, l'ancien recteur de l'université de Lisbonne, António Sampaio da Nóvoa, 61 ans, soutenu par le PCTP-MRPP et le mouvement LIBRE, propose un programme de gauche rejetant l'austérité, prônant un rapprochement des institutions européennes et soutenant le gouvernement de gauche appuyé par le Bloc de gauche et le Parti communiste à l'Assemblée.
La députée européenne Marisa Matias, 39 ans, est la plus jeune candidate à cette élection présidentielle. Soutenue par le Bloc de gauche (BE), elle se dit favorable à l'intégration européenne mais dénonce les « diktats imposés par le gouvernement allemand ». 
Le Parti communiste (PCP) est représenté par Edgar Silva (en). Âgé de 53 ans, celui-ci est membre de l'Assemblée législative de Madère depuis 1996.
Les cinq autres candidats, indépendants de toute formation politique, sont néanmoins crédités de faibles intentions de vote à en croire les sondages.

### Candidatures évoquées
Deux anciens Premiers ministres ont néanmoins renoncé à concourir à l'élection présidentielle : le socialiste António Guterres, longtemps présenté comme un favori, et le social-démocrate Pedro Santana Lopes, qui semblait intéressé par une candidature avant de renoncer publiquement.

## Résultats

### Voix
|                          | Marcelo Rebelo de Sousa  | PSD                      | 2 413 956 | 52,00 |  |  |
|                          | António Sampaio da Nóvoa | Indépendant              | 1 062 138 | 22,88 |  |  |
|                          | Marisa Matias            | BE                       | 469 814   | 10,12 |  |  |
|                          | Maria de Belém Roseira   | Indépendant              | 196 765   | 4,24  |  |  |
|                          | Edgar Silva              | PCP                      | 183 051   | 3,94  |  |  |
|                          | Vitorino Silva           | Indépendant              | 152 374   | 3,28  |  |  |
|                          | Paulo de Morais          | Indépendant              | 100 191   | 2,16  |  |  |
|                          | Henrique Neto            | Indépendant              | 39 163    | 0,84  |  |  |
|                          | Jorge Sequeira           | Indépendant              | 13 954    | 0,30  |  |  |
|                          | Cândido Ferreira         | Indépendant              | 10 609    | 0,23  |  |  |
|                          |                          |                          |           |       |  |  |
| Votes valides            | Votes valides            | Votes valides            | 4 642 015 | 97,84 |  |  |
| Votes blancs             | Votes blancs             | Votes blancs             | 58 964    | 1,24  |  |  |
| Votes nuls               | Votes nuls               | Votes nuls               | 43 588    | 0,92  |  |  |
| Total                    | Total                    | Total                    | 4 744 597 | 100   |  |  |
| Abstention               | Abstention               | Abstention               | 5 006 801 | 51,34 |  |  |
| Inscrits / participation | Inscrits / participation | Inscrits / participation | 9 751 398 | 48,66 |  |  |

### Analyse
Sans surprise, Marcelo Rebelo de Sousa est élu président de la République portugaise à l'issue du premier tour de cette élection. Sauf en 1986, tous les présidents portugais ont été déclarés élus dès le premier tour, sans qu'ils ne soient contraints d'attendre un second tour. Avec 51,99 % des voix, Rebelo de Sousa distance largement son principal concurrent, António Sampaio da Nóvoa. 
Ce dernier, avec 22,90 % des voix, recueille un résultat satisfaisant mais ne parvient pas à contraindre le candidat du centre droit à un ballotage. Cet échec est certainement dû à la diversité des candidatures se réclamant de la gauche ou du centre gauche comme celle de l'ex-ministre Maria de Belém Roseira. 
Celle-ci subit un camouflet : alors que les sondages la donnaient troisième, elle ne recueille que 4,24 % des voix et se trouve largement distancée par Marisa Matias ; la candidate du BE a rassemblé un peu plus de 10 % des suffrages, ce qui constitue une surprise importante de ce scrutin. 

### Conséquences
Le mandat présidentiel de Marcelo Rebelo de Sousa commence le 9 mars 2016. Le nouveau chef de l'État doit alors travailler avec un gouvernement socialiste soutenu par une majorité courant du centre gauche à la gauche radicale dans le cadre d'une « cohabitation ».